# Umleitung

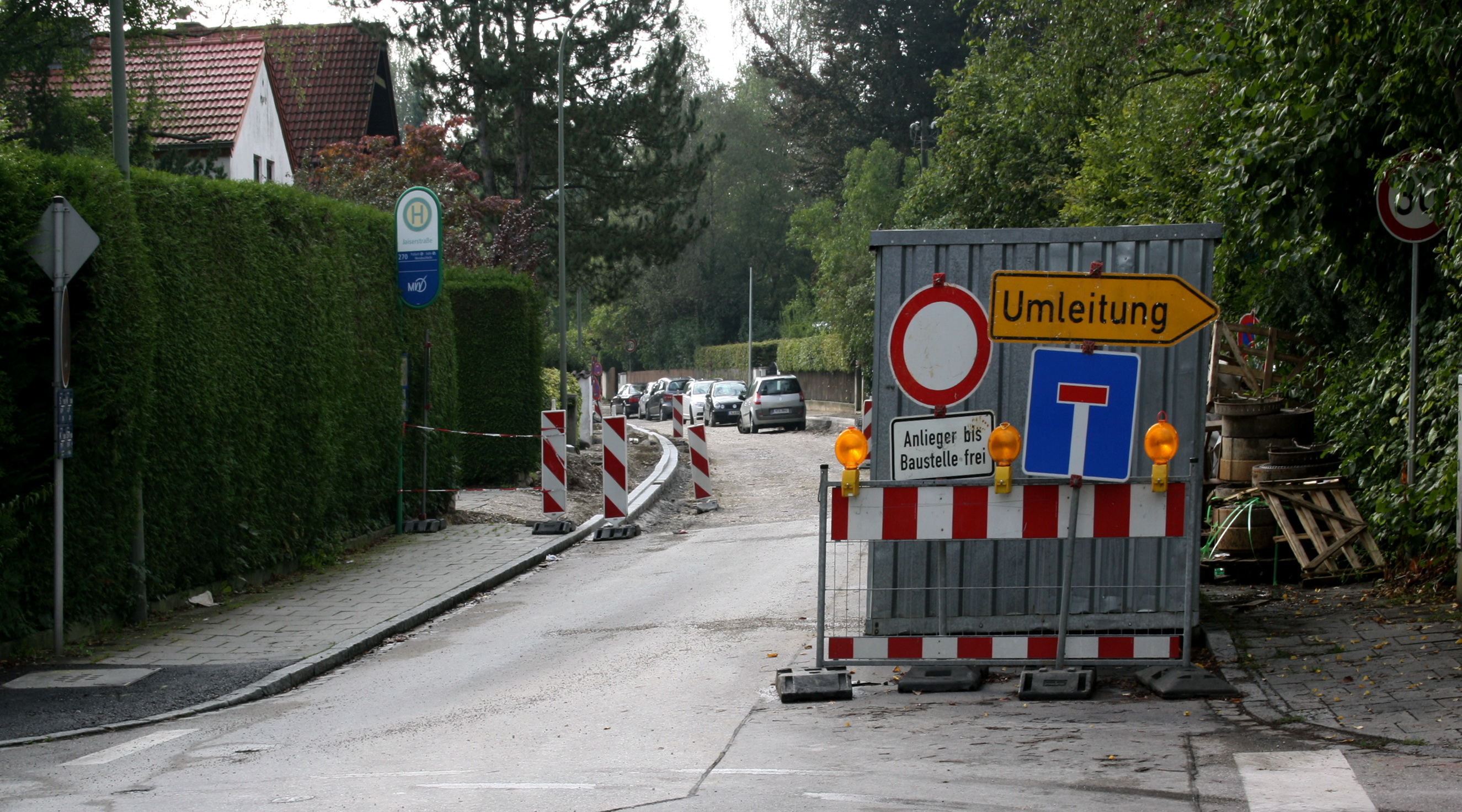
Umleitung wegen Straßenarbeiten

Eine Umleitung ist eine Maßnahme der Verkehrslenkung zur Ermöglichung oder zur Herstellung der Leichtigkeit des Verkehrs. Wenn ein vorhandener Verkehrsweg nicht den erwarteten oder tatsächlichen Verkehr aufnehmen kann, ist eine Umleitung einzurichten. Eine Ableitung hingegen wird bei Verkehrswegen eingerichtet, die gesperrt sind; hier findet keine weitere Verkehrslenkung statt.

## Allgemein
Bei Bahnen kann eine Umleitung durch andere Linienwege oder Schienenersatzverkehr geschehen. 
Im Binnenschiffsverkehr bestehen meistens keine Umleitungsmöglichkeiten, es sei denn über die seltene Interaktion miteinander vernetzter Flüsse und Kanäle. Auch im Wasserbau kann es zwecks Trockenlegung einer Baustelle im Verkehrsweg zu Umleitung durch Umlenkungsstollen kommen; in Weilburg an der Lahn gibt es den einzigen deutschen Wassertunnel zwecks Umleitung von (Paddel-)Booten an einer Staustufe vorbei.
Im Flugverkehr kann es zu Umleitungen zu einem Ausweichflughafen kommen, den Transport zum ursprünglichen Zielflughafen hat die Fluggesellschaft mit anderen Verkehrsmitteln bzw. anderen Verkehrsträgern als Erfüllungsgehilfen sicherzustellen. Bei Straßen muss eine Umleitung durch entsprechende Beschilderung ausgewiesen werden.
Der aus dem Verkehrswesen allgemein bekannte Begriff der Umleitung findet inzwischen auch Anwendung in anderen Fächern, etwa der Informatik. Auf anderen Gebieten wie der Psychoanalyse wird er schon seit längerem verwendet.

## Straßenverkehr

### Deutschland

#### Bedarfsumleitung

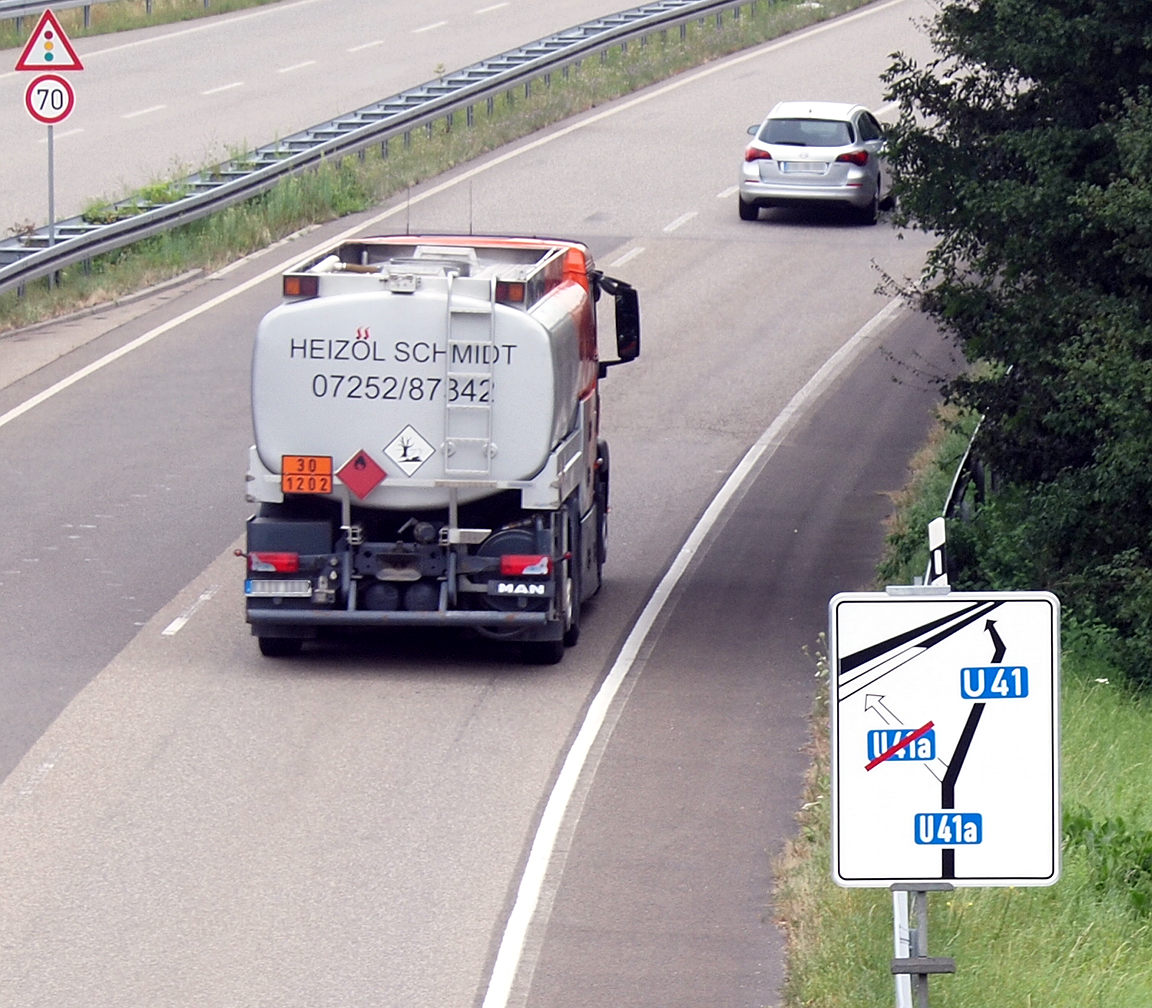
Weiterführende Bedarfsumleitung

Eine Bedarfsumleitung ist eine spezielle Umleitung für Autobahnen, die durch das Zeichen Nr. 460 der StVO angezeigt wird.
Bedarfsumleitungen werden immer dann genutzt, wenn eine Autobahn gesperrt oder sich wegen eines Unfalls, bzw. wegen Überfüllung ein Stau bildet. Im Allgemeinen werden staugefährdete Strecken durch Bedarfsumleitungen entlastet.
Auszug aus der StVO:
- „Das Zeichen [460] kennzeichnet eine alternative Streckenführung im nachgeordneten Straßennetz zwischen Autobahnanschlussstellen.“

Der Verwaltungsvorschrift zur StVO ist zu entnehmen:
- „Für den Autobahnverkehr in nördlicher oder östlicher Richtung sind die Bedarfsumleitungen mit ungeraden Nummern und für den Autobahnverkehr in südlicher oder westlicher Richtung mit geraden Nummern zu bezeichnen. Die Nummern sollen so gewählt werden, dass sie in Fahrtrichtung zunehmen. Jedem Land stehen die Nummern 1 bis 99 zur Verfügung. Für eine sinnvolle Koordinierung sorgen die Länder.“

Jedoch gibt es einige Ausnahmen von der Regel: In Sachsen-Anhalt sind die älteren Autobahnen (z. B. die A 2 und A 9) durchgehend nummeriert. In Sachsen erfolgt die Nummerierung für die geraden Zahlen in Fahrtrichtung absteigend. In der Umgebung von Hamburg gibt es auch Nummern größer als 99.

460 Bedarfsumleitung
466 Weiterführende Bedarfsumleitung

Kann der umgeleitete Verkehr an der nach Zeichen 460 vorgesehenen Anschlussstelle noch nicht auf die Autobahn zurückgeleitet werden, wird er durch das Zeichen 466 über die nächste Bedarfsumleitung weitergeführt.

#### Umleitung
Die Umleitung wird durch die Straßenverkehrsbehörde angeordnet. Durch die Beschilderung nach StVO werden die Verkehrsteilnehmer auf die entsprechenden Straßen geleitet. Die entsprechenden Schilder sind Richtzeichen: die Nichtbeachtung stellt keinen Verstoß dar. Für den Verkehrsteilnehmer stellt sich die Verkehrsführung unübersichtlich dar, wenn sich mehrere Umleitungen verschiedener Baumaßnahmen überlagern. Für die Koordinierung der Baumaßnahmen und damit der erforderlichen Umleitungen gibt es in Großstädten spezielle Planungsgruppen.
Die durch die Baustelle betroffenen Anwohner müssen möglichst weiter erreichbar sein, ohne die Umleitung zu befahren. Dabei sind insbesondere die Belange der Müllabfuhr, der Feuerwehr und der Buslinien zu beachten.
Die Umleitung sollte im Zusammenhang mit der Vorbereitung der geplanten Störung (Baustellen, Volksfeste usw.) geplant werden. Dabei ist die Leistungsfähigkeit der Umleitungsstrecke besonders zu beachten.
Bei längerfristigen Umleitungen kann es zu Schäden an der Straße kommen, die dann der Baulastträger der gesperrten Strecke zu tragen hat. Desgleichen sind oft Umbauten an Signalanlagen oder spezielle Verkehrsregelungen (Einbahnstraßen oder Aufhebung von Parkständen) erforderlich.

Umleitungswegweiser
Nummerierte Umleitung
Planskizze für Umleitung

#### Umlenkung
Umlenkungspfeile dienen in der Regel dazu, den Verkehr bei Stau oder stockendem Verkehr auf in der Regel weniger befahrene parallel verlaufende Autobahnstrecken umzuleiten. Die Voraussetzung dafür ist ein regional hinreichend dichtes Autobahnnetz. Dies ist beispielsweise in der Metropolregion Rhein-Ruhr der Fall, wo sich der Umlenkungspfeil in großer Zahl finden lässt. Auch im Rhein-Main-Gebiet sowie in manchen Gebieten des Saarlandes finden sich einige Umlenkpfeile.
In seltenen Fällen wird dieser auch ohne parallel verlaufende Autobahn verwendet, wie beispielsweise auf der A14 südlich vom Magdeburger Kreuz, um den Verkehr Richtung Berlin von der A2 wegzuleiten.

Umlenkungspfeil
Umlenkungspfeil – Ende

### Luxemburg

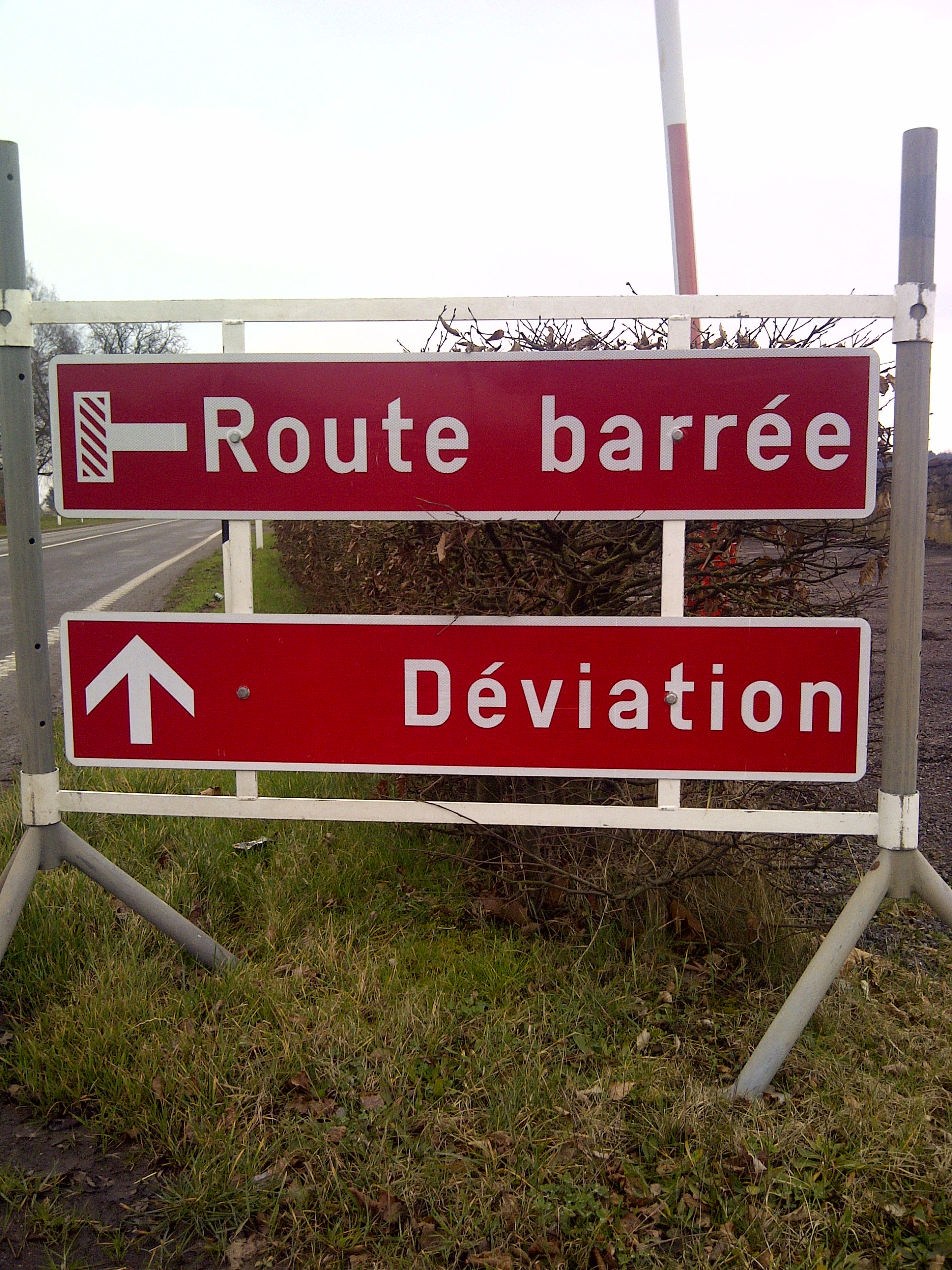
Verkehrszeichen E,22b „Strecke gesperrt – Umleitung“ des Luxemburger Code de la Route

Das Verkehrszeichen E,22b und das Verkehrszeichen E,22ba sind Warnzeichen der  luxemburgischen Straßenverkehrsordnung, die eine Umleitung ankündigen. Das Zeichen E,22ba kann auch ein Ortsziel oder den Namen einer Straße anzeigen.